# Kour
Kour est une localité située dans le département de Legmoin de la province du Noumbiel dans la région Sud-Ouest au Burkina Faso.

## Géographie
Kour est situé à 5 km au sud-ouest de Legmoin et à 25 km au nord de Batié, le chef-lieu de la province. La commune est traversée par la route nationale 11, menant à la Côte d'Ivoire.

## Histoire
En 2006, le village est habité uniquement par trois communautés, les Dagari qui l'ont fondé, les Mossis et les éleveurs peuls sont arrivés dans les années 1990.

## Santé et éducation
Le centre de soins le plus proche de Kour est le centre de santé et de promotion sociale (CSPS) de Legmoin tandis que le centre médical avec antenne chirurgicale (CMA) de la province se trouve à Batié.